# Ekonomika Panamy
Panama je prezidentskou republikou nacházející se na pomezí jižní a severní Ameriky s 4,3 milióny obyvatel. Kontroluje Panamský průplav mezi Atlantským a Tichým oceánem. Svojí rozlohou je 114. největší stát na světě a jejím hlavním městem je Ciudad de Panamá (město Panama). Panama se na svém 67. místě podle HDI (2019) s indexem 0,795 řadí mezi země s vysokým indexem lidského rozvoje. Její HDP za rok 2019 se v žebříčku podle World bank umístilo na 73. místě se 66 801 miliard dolarů HDP a její index ekonomické svobody 67.2 (2019) je 55. nejsvobodnějším na světě. Hlavním jejím příjem do HDP jsou služby, jež tvoří přes 80% HDP, dále průmysl se podílí 15% a úplně okrajově do HDP přispívá zemědělství. Služby zde zahrnují Panamský průplav, bankovnictví, obchod a zónu volného obchodu Colón dále registr kontejnerů, pojišťovnictví, lékařství a cestovní ruch.

## Služby
Sektor služeb je v Panamě z hlediska ekonomiky nejdůležitějším sektorem. Konkrétně tvoří zhruba 80% hrubého domácího produktu a je složen zejména z Panamského průplavu, cestovního ruchu či bankovnictví.   

### Bankovnictví
Zajímavostí panamského bankovního systému je absence centrální banky. Existují zde však dvě komerční banky vlastněné státem – National bank of Panama a Savings bank of Panama. Dohled nad ostatními bankami a udělování licencí pro banky má pak na starosti Národní bankovní komise.
Vzhledem k tomu, že oficiální měnou je v Panamě také Americký dolar, zafixovaný k tamní Panamské balboi v kurzu 1:1 je pro Panamu velice obtížné provádět monetární politiku. A to zejména proto, že Panamská balboa existuje pouze v podobě mincí, platidlem v podobě bankovek je v Panamě pouze Americký dolar.

### Cestovní ruch
Mezi nejvýznamnější odvětví panamské ekonomiky patří cestovní ruch, který v roce 2019 tvořil 14,9% HDP. (47. místo na světě)  V roce 2019 Panamu navštívilo 1.8 milionu turistů, kteří zde v průměru za svůj pobyt utratili zhruba 1800 USD, na den to pak činilo 232 USD. Celkem bylo v Panamě turisty utraceno za rok 2019 přibližně 5 mld USD. Nejvíce turistů přijíždějících do Panamy pochází ze zemí Jižní Ameriky (44%), Severní Ameriky (22%) a Evropy (14%).
Dalším důležitým významem cestovního ruchu je pak jeho vliv na zaměstnanost Panamy. V oblastech přímo souvisejících s cestovním ruchem bylo v Panamě v roce 2014 zaměstnáno okolo 136 000 lidí, což tvořilo zhruba 7,7 % celkové zaměstnanosti.

### Rozvoj cestovního ruchu
O výrazné zvýšení významu cestovního ruchu se zasloužil zejména Panamský úřad pro cestovní ruch (ATP), který v roce 2012 přišel s programem „Panama The Way“, který měl za úkol zlepšit infrastrukturu cestovního ruchu a propagovat Panamu coby ideální zemi k navštívení. Z celkového rozpočtu šla v následujících letech více než polovina rozpočtu ATP na rozvoj infrastruktury a marketing. Díky tomuto programu se zvýšil podíl cestovního ruchu na HDP Panamy od roku 2012 téměř o 4%.  Nyní přišla ATP s novým programem nazvaným „Plan Maestro“, který má panamský cestovní ruch podporovat až do roku 2025.
Dalším významným faktorem rozvoje panamského cestovního ruchu se staly investice. Od roku 2012 byly na 15 let od daně osvobozeny investice na nové projekty v oblasti cestovního ruchu mimo hlavní město (v hodnotě nad 250 000 USD) a projekty oprav a inovací v oblasti cestovního ruchu mimo hlavní město (v hodnotě nad 100 000 USD).

## Zemědělství
Panama nepatří do skupiny nejrozvinutějších zemí. Tomu také odpovídá poměr důležitost zemědělství na její ekonomice. V roce 2009 tvořilo zemědělství spolu s rybolovem 7,4 % HDP. Panama využívá zhruba jednu polovinu své půdy k zemědělství, celkově však zem není moc kvalitní pro pěstování většiny zemědělských plodin. Mezi důležité produkty, které se v Panamě pěstují patří hlavně: banány a jiné ovoce (např. ananas, mango, pomeranče), kukuřice, cukrová třtina, rýže, káva, kakaové boby a zelenina.
Mezi živočišný produkt získávaný z panamského zemědělství můžeme řadit hlavně lov ryb a krevet. Chov a lov krevet je pro panamské rybolov zásadní, neboť z celkového objemu vylovených ryb v Panamě je právě 80 % krevet. Dále se zde pak chová skot a kur. Sama Panama je velkým spotřebitelem kuřecího masa.
U Panamy nesmíme taktéž zapomínat na produkci palmového oleje, který je důležitým vývozním artiklem pro Latinskou Ameriku. V roce 2018 ho Panama vyprodukovala na 46 tisíc tun. K tomu se váže těžba dřeva, která je pro panamské zemědělství taktéž důležitá, neboť lesy zabírají 4,1 mil. hektarů z celkem 7,7 mil. hektarů panamské zemědělské půdy.
K hlavním vývozním a především dovozním partnerům zemědělských produktů patří hlavně USA. Panama je závislá na dovozu potravin.

## Průmysl
Panama nemá velmi rozvinutý průmysl, oproti službám tvoří mnohem menší část HDP a zaměstnává 18,6 % pracovní síly. Díky pěstování cukrové třtiny je zde poměrně důležitá výroba (rafinace) cukru. Za zmínku stojí i textilní průmysl, petrochemický průmysl, chemický průmysl, či výroba papíru a papírových produktů.
V Panamě lze nalézt i těžební průmysl. Především díky tomu, že Panama má údajně 9. největší zásoby mědi na světě. Dále se zde těží zlato, mangan, nebo železo.
Výroba elektřiny v Panamě je tvořena především obnovitelnými zdroji. Vodní elektrárny vyrobí 71,65 % z celkové vyrobené elektřiny, tepelné elektrárny pak jen 27,78 %.

## Panamský průplav
Nespornou výhodou Panamy je její umístění prakticky na nejužším pomezí dvou kontinentů a tím pádem přes ní prochází opravdu mnoho zboží už od konce první světové války. Od roku 2000 Patří průplav pod svrchovanost státu Panama, a tak proplutí umožňuje lodím plujícím pod všemi vlajkami světa. Mezi léty 2007 a 2016 proběhlo jeho rozšíření, aby umožňoval proplutí lodí s vysokou tonáží .
Vliv panamského průplavu na ekonomiku je více než znatelný, díky němu lodě nemusí objíždět Jižní Ameriku a zboží z Číny na východní pobřeží USA nemusí cestovat přes celé spojené státy po železnici, což je i nákladnější. Díky tomuto zkráceni tras je zboží levnější a tím i snižuje inflaci. Americkým firmám otevírá asijský trh a přístavům Los Angeles a Long beach snižuje jejich vytíženost. Sice se jedná o časově náročnější cestu, avšak díky rozšíření je kanál výhodnější pro vývozce komodit, kteří raději sníží náklady na přepravu na úkor času.